# Mount Huber
Mount Huber är ett berg i Kanada.   Det ligger i provinsen British Columbia, i den centrala delen av landet, 3 000 km väster om huvudstaden Ottawa. Toppen på Mount Huber är 2 914 meter över havet. Mount Huber ingår i Bow Range.
Terrängen runt Mount Huber är huvudsakligen bergig. Trakten runt Mount Huber är nära nog obefolkad, med mindre än två invånare per kvadratkilometer.. Närmaste större samhälle är Lake Louise, 10,7 km nordost om Mount Huber. 
Trakten runt Mount Huber består i huvudsak av gräsmarker.